# Il Canzoniere

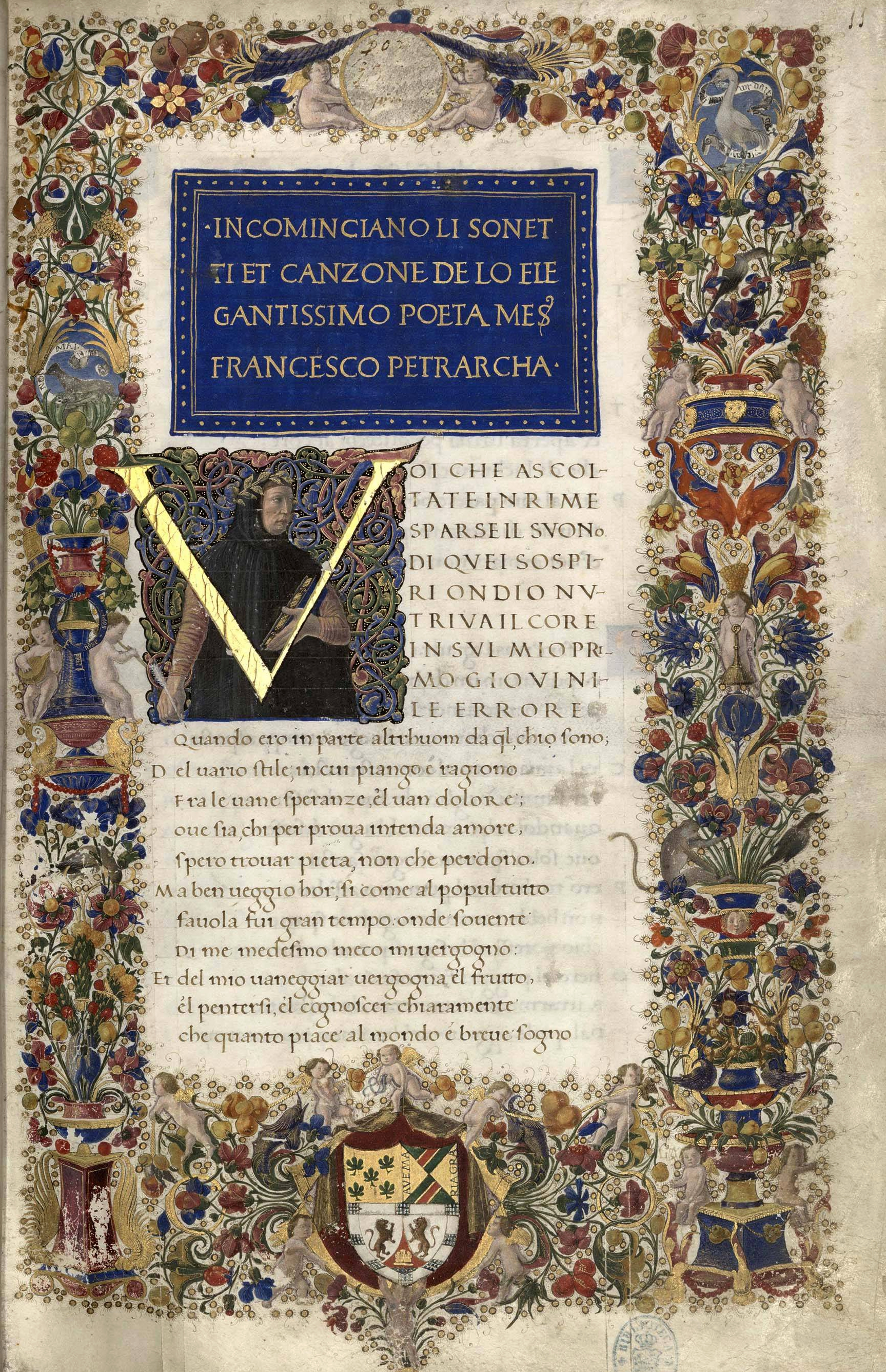
Eerste pagina van het geïllumineerde manuscript van Petrarca uit de collectie van Federico de Montefeltro

Il Canzoniere, ook bekend als Rime Sparse, maar oorspronkelijk verspreid als Rerum vulgarium fragmenta, is een verzameling van gedichten van de Italiaanse humanist, dichter en schrijver Francesco Petrarca.
Hoewel Petrarca meestal in het Latijn schreef, was Il Canzoniere geschreven in het Italiaans. Van de 366 gedichten is de overgrote meerderheid in sonnetvorm.
Centraal in dit werk staat de liefde van Petrarca voor Laura de Noves, een vrouw die Petrarca ontmoette op 6 april 1327 in de kerk Église Sainte-Claire in Avignon. Hij was smoorverliefd op haar; zij was echter al getrouwd en reageerde niet op de avances van Petrarca.
Nog andere thema's verschijnen in zijn boek, zoals godsdienst en politiek. Petrarca realiseerde dit boek in een periode van ongeveer 40 jaar (1327-1368).
- Bibliothèque nationale de France: cb119536457 (data)